# Brian Mawhinney
Brian Stanley Mawhinney, Baron Mawhinney [məˈwɪni] (* 26. Juli 1940 in Belfast; † 9. November 2019) war ein britischer Politiker und Life Peer.

## Biografie
Mawhinney studierte nach dem Schulbesuch an der Queen’s University of Belfast, der University of Michigan sowie der University of London und war anschließend von 1968 bis 1970 als Assistant Professor für Strahlenforschung an der University of Iowa tätig. Nach seiner Rückkehr nach Großbritannien wurde er 1970 Lecturer an der Royal Free Hospital School of Medicine und übte diese Tätigkeit bis 1984 aus.
Seine politische Laufbahn begann, als er 1979 als Kandidat der Conservative Party zum Mitglied des Unterhauses (House of Commons) gewählt wurde, in dem er bis 1997 den Wahlkreis Peterborough und danach bis 2005 den Wahlkreis Cambridgeshire North West vertrat.
1986 wurde er Unterstaatssekretär im Ministerium für Nordirland in der Regierung von Premierministerin Margaret Thatcher. In der Regierung von Thatchers Nachfolger John Major wurde er anschließend 1990 Staatsminister im Nordirlandministerium und hatte dieses Amt bis 1992 inne. Zwischen 1994 und 1995 war er schließlich Verkehrsminister im Kabinett Major.
Im Anschluss war er von 1995 bis 1997 Vorsitzender (Chairman) der Conservative Party. Danach war er bis 1998 Innenminister im Schattenkabinett der Konservativen.
2003 wurde er Präsident der Football League, die im englischen Profifußball den Unterbau der höchsten Spielklasse, der autonomen Premier League, bildet.
Nach seinem Ausscheiden aus dem Unterhaus des Parlaments wurde er am 24. Juni 2005 als Baron Mawhinney, of Peterborough in the County of Cambridgeshire, zum Life Peer erhoben und wurde dadurch Mitglied des Oberhauses (House of Lords).